# Скандія (Міннесота)
Скандія (англ. Scandia) — місто (англ. city) в США, в окрузі Вашингтон штату Міннесота. Населення — 3984 особи (2020).

## Географія
Скандія розташована за координатами 45°15′6″ пн. ш. 92°50′0″ зх. д. / 45.25167° пн. ш. 92.83333° зх. д. (45.251536, -92.833409).  За даними Бюро перепису населення США в 2010 році місто мало площу 103,13 км², з яких 90,14 км² — суходіл та 12,99 км² — водойми.

## Демографія
Згідно з переписом 2010 року, у місті мешкало 3936 осіб у 1499 домогосподарствах у складі 1178 родин. Густота населення становила 38 осіб/км².  Було 1704 помешкання (17/км²).
Расовий склад населення:
| - 97,2 % — білих - 1,0 % — азіатів - 0,4 % — корінних американців - 0,1 % — чорних або афроамериканців |

До двох чи більше рас належало 0,9 %. Частка іспаномовних становила 1,3 % від усіх жителів.
За віковим діапазоном населення розподілялося таким чином: 22,7 % — особи молодші 18 років, 62,8 % — особи у віці 18—64 років, 14,5 % — особи у віці 65 років та старші. Медіана віку мешканця становила 46,9 року. На 100 осіб жіночої статі у місті припадало 104,9 чоловіків;  на 100 жінок у віці від 18 років та старших — 103,5 чоловіків також старших 18 років.
Середній дохід на одне домашнє господарство  становив 109 920 доларів США (медіана — 84 130), а середній дохід на одну сім'ю — 116 772 долари (медіана — 87 056). Медіана доходів становила 62 067 доларів для чоловіків та 50 722 долари для жінок. За межею бідності перебувало 8,6 % осіб, у тому числі 11,7 % дітей у віці до 18 років та 0,0 % осіб у віці 65 років та старших.
Цивільне працевлаштоване населення становило 2014 особи. Основні галузі зайнятості: освіта, охорона здоров'я та соціальна допомога — 19,3 %, виробництво — 13,3 %, науковці, спеціалісти, менеджери — 11,1 %, будівництво — 9,2 %.